# Chupacabra

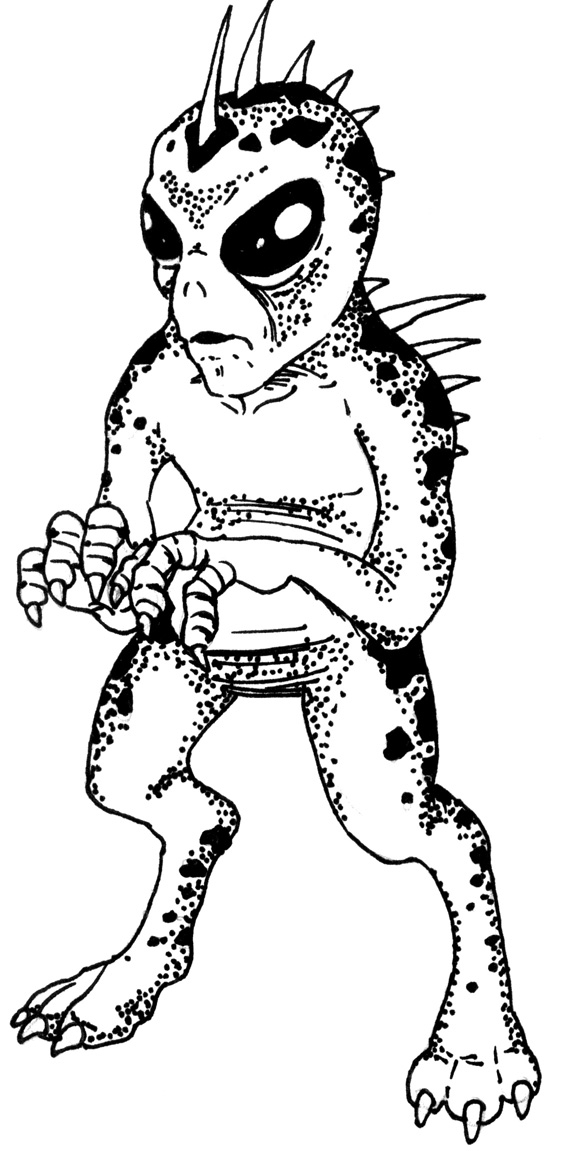
Een van de voorstellingen over hoe de chupacabra eruit zou kunnen zien

De chupacabra (letterlijk: geitenzuiger) is een wezen uit Midden-Amerika dat zich (vooral) zou voeden met het bloed van geiten.
Naast Midden-Amerika bestaan ook in de Verenigde Staten verhalen over meldingen van het wezen, vooral in Californië. Na de ontdekking van hun van bloed ontdane schapen, geiten en zelfs honden, ontstond een mythe over een wezen dat huisde in Midden-Amerika.

## Uiterlijk
Over de vorm van het wezen heerst grote onduidelijkheid. Zoals vaak bij volksverhalen zijn er allerlei tegenstrijdige verklaringen. Of het een reptiel, zoogdier of zelfs een buitenaards wezen betreft is niet duidelijk uit de verhalen. Sommige getuigen zeggen dat het vliegt en andere zeggen dat het loopt of kruipt.
Ook over het aangezicht heerst onduidelijkheid. Het dier kan een rietachtige snavel hebben waarmee hij zijn prooi leeg zuigt, maar het kan ook een bek vol met vooruitstekende tanden met afwisselende hoogtes bevatten. Daarnaast heerst er onduidelijkheid over de afkomst van het wezen. Sommigen spreken van een mislukt experiment van de NASA of het mysterie van Area 51. Volgens de legendes komt het 'dier' echter oorspronkelijk uit Puerto Rico.

## In films en series
In de aflevering 'Chupacabra' (seizoen 4) van de serie Grimm komt de chupacabra voor. Een aflevering van The X-Files (seizoen 4), genaamd 'El Mundo Gira' gaat ook over de chupacabra.
Een aflevering van Bones genaamd 'The Truth in the Myth' gaat ook over de chupacabra. De chupacabra speelt ook een kleine rol in de uitbreiding van het PS3 en Xbox 360 spel Red Dead Redemption Undead Nightmare, je moet het wezen vermoorden om de trofee Chupathingy te verkrijgen.
Tevens is er een aflevering van Phineas en Ferb waarin ze op jacht gaan naar een chupacabra met een pestkop aan een touw als aas.
Ook in de serie “The imperfects” op Netflix is er een personage dat verandert in een chupacabra.

## Mogelijke verklaring

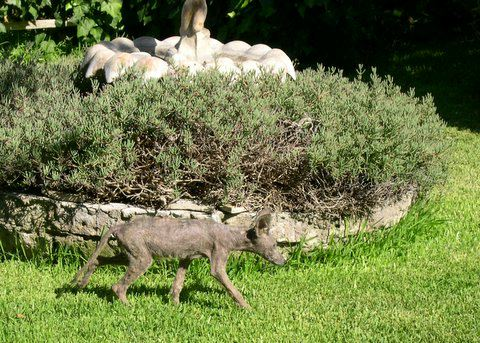
Coyote met schurft

In 2007 vond de Texaanse boerin Phylis Canion het kadaver van wat zij beweert een chupacabra. Een paar dagen later verspreidde ze een foto die binnen een dag de hele wereld overging. Eerst werd gedacht dat het over een coyote ging met schurft, maar volgens biologen is dit hoogstonwaarschijnlijk: een dier dat lijdt aan schurft is slechts op bepaalde plekken kaal. De onderzoekers van Texas State University in San Marcos ontdekten door middel van DNA-onderzoek dat het hier een kale coyote betrof, waarbij het ontbreken van een vacht veroorzaakt kon zijn door het missen van een gen, wat veroorzaakt kon zijn door inteelt of het kruisen van soorten. Indien het een hybride zou zijn, dan vermoedt men dat het een kruising betreft tussen een Canadese wolf en een Texaanse coyote.